# Taniec nieukończony
Taniec nieukończony (ang. The Unfinished Dance) – amerykański film z 1947  w reżyserii Henry’ego Kostera.

## Fabuła
Meg (Margaret O’Brien), uczennica szkoły baletowej, nie chce pogodzić się z faktem, że w głównej roli w Jeziorze łabędzim  nie wystąpi jej ulubiona primabalerina Ariane Bouchet (Cyd Charisse). Dziewczynka postanawia to zmienić.

## Obsada
- Margaret O’Brien jako Meg Merlin
- Cyd Charisse jako Ariane Bouchet
- Danny Thomas jako Paternos
- Karin Booth jako Anna La Darina
- Esther Dale jako Olga
- Thurston Hall jako pan Ronsell
- Harry Hayden jako Murphy
- Mary Eleanor Donahue jako Josie
- Gregory Gay jako Jacques Lacoste

## Nagrody i nominacje
- 1948: nagroda na Międzynarodowym Festiwalu Filmowym w Locarno dla Roberta Surteesa za najlepsze zdjęcia w kolorze[1]
- 1948: nominacja na MFF w Locarno dla najlepszego reżysera (Henry Koster)[1]